# Politique spectacle
 (juillet 2019).
La politique spectacle est une expression à connotation péjorative désignant une tendance sociétale née à la fin du XXe siècle caractérisée par une surexposition médiatique des personnalités politiques, jusque dans la communication des faits et gestes de leur vie privée.
- La notion de « politique spectacle » est intrinsèquement liée à celle de propagande et, comme telle, elle est très ancienne. La pyramide de Khéops, par exemple, peut être considérée comme un phénomène de « politique spectacle », à la gloire du pharaon.
- Toutefois, l'expression « politique spectacle » renvoie directement à deux phénomènes, survenus l'un et l'autre au XXe siècle et étroitement liés :
  - le développement des médias de masse, en premier lieu, dans les années 1960, celui de la télévision, qui entretient un sentiment de proximité entre les citoyens et leurs élus ;
  - les évolutions de la démocratie, en particulier l'apparition, à la même époque, du suffrage universel, lequel oblige les élus à adopter un mode de communication mettant en scène certains aspects intimes de leur personnalité afin d'entretenir ce sentiment de proximité.

Cette page aborde donc la question de la « politique spectacle » à la fois sous l'angle de l'évolution de la vie politique et celui du développement des médias de masse et de leur impact sur l'ensemble de la société depuis l'après-guerre.

## Rapport à la propagande
L'expression « politique spectacle » est un mot-valise composé de deux mots :
- politique vient des mots grecs :
  - polis, cité,
  - politikos, cadre général d'une société organisée et développée,
  - politeia, constitution, fonctionnement d'une communauté, d'une société,
  - politikè, art de pratiquer le pouvoir ;
- spectacle vient des mots latins :
  - spectaculum, aspect,
  - spectare, regarder (attentivement).

L'expression « politique spectacle » renvoyant à la façon dont la politique est conçue et organisée de manière à être regardée, elle relève directement de la notion de propagande.

## Problème de la définition
Il est difficile de donner une définition précise de l'expression « politique spectacle » du fait que :
- les modes de propagande évoluent considérablement[1] ;
- la vie politique elle-même est en constante et rapide évolution.

Il importe donc de rappeler brièvement les principaux traits de cette double mutation.
- Évolution des modes de propagande

La propagande se manifeste par toutes sortes de signaux et dispositifs servant à symboliser et valoriser un pouvoir ou une idéologie, ceci sur des modes discursifs (rhétorique), sonores (ex : hymne national) et surtout visuels : une gravure reproduite en grand nombre (ex : la représentation du visage d'un empereur sur une pièce de monnaie), une cérémonie (ex : le sacre d'un roi), la représentation peinte ou sculptée d'un monarque en tenue d'apparat (ex : le portrait de Louis XIV en costume de sacre)… Les choix esthétiques véhiculent également des idéologies : en peinture (ex : le baroque, expression de la Contre-réforme), en architecture (ex : la tour Eiffel, symbole de la révolution industrielle) ou en urbanisme (ex. les boulevards haussmanniens, représentatifs du libéralisme économique).
Du XVIIe siècle au XIXe siècle, l'art officiel constitue le principal vecteur de propagande. Retenons surtout deux caractéristiques :
- l'apparat : pour faire impression, les peintures prennent des dimensions « spectaculaires » ;
- le révisionnisme : pour satisfaire les attentes des commanditaires, les artistes prennent certaines « libertés » par rapport au réel.

Le tableau Le Sacre de Napoléon, peint par Louis David en 1807, est un bon exemple de cette double tendance.
À la fin du XIXe siècle et au début du XXe siècle se produisent trois événements majeurs qui bouleversent les techniques de propagande :
- la photographie et le cinéma représentent mécaniquement le réel et entretiennent un sentiment d'objectivité ; ils sont reproductibles, on peut en faire des copies et les diffuser largement ;
- à la suite des avancées conjointes de l'alphabétisation et de la mécanisation (rotatives), la presse écrite se développe : l'information devient à la fois un marché et une source de forte influence[2] ;
- la radio, au lendemain de la Première Guerre mondiale fait pénétrer la voix d'un émetteur dans les domiciles de milliers puis des millions de récepteurs.

Ces facteurs modifient en profondeur la façon dont les hommes politiques s'adressent à des masses d'individus.
- Évolution de la vie politique

Cinq grands moments dans l'histoire vont conduire les politiciens à vouloir davantage influencer et convaincre les électeurs (à force de rhétorique et de mises en scène) qu'à se mettre à leur écoute et les représenter.
- Au XVe siècle, soucieux de conférer à la république de Florence la force politique qui lui manque[3] et jugeant naïve l'idée du « bien » en politique, Machiavel promeut l'idée d'efficacité pour le bien de la nation. Inventeur de l'« homme politique », il annonce la realpolitik et les discours gestionnaires qui confèrent aux politiciens contemporains l'image d'hommes détachés et désintéressés, voire cyniques.
- durant la seconde moitié du XVIIIe siècle, la révolution industrielle et l'urbanisation transforment la société occidentale, ce qui contraint les philosophes des Lumières, notamment les Français Montesquieu et Rousseau, à ériger la politique en débat. Plus pragmatiques, les Anglais, notamment Adam Smith, font de l'économie une science. Aux États-Unis et en Europe, la bourgeoisie d'une part accroît son pouvoir économique du fait de la révolution industrielle, d'autre part prend le pouvoir politique, au terme de deux révolutions. La démocratie parlementaire est instituée et les élus sont censés être les « représentants du peuple », porter sa parole après l'avoir consulté.
- Au XIXe siècle, alors que se développent les nationalismes et que, dans les pays industrialisés, l'État prend la forme d'un appareil centralisé régissant les individus, deux penseurs estiment que le système de la démocratie parlementaire est biaisé : le Français Alexis de Tocqueville et l'Allemand Karl Marx. Le premier considère qu'elle risque de dégénérer, de basculer en « tyrannie de la majorité » sous l'effet de la règle de la majorité qui veut que, par le vote, la décision soit celle du plus grand nombre, alors que le vote traduit des divergences d'intérêt, qui sont masquées par le concept d'intérêt général. Marx souligne ces divergences, qu'il conceptualise par l'expression lutte des classes. Il considère que la bourgeoisie étant la classe économiquement dominante, elle utilise le mandat politique pour convaincre ses électeurs, de sorte que les décisions prises servent en fait ses propres intérêts[4]. La porte est ainsi ouverte à la démagogie et à de nouvelles formes de propagande, notamment au moyen de la presse. De fait, la bourgeoisie maîtrise tous les pouvoirs : l'économique, le politique et la presse, étant propriétaire des premiers journaux. Elle maîtrise parfaitement l'appareil d'État (censure, police, justice…) et dispense toutes sortes de discours de justification par lesquels elle parvient à désamorcer toutes les oppositions et conserver ses pouvoirs[5].
- Le XXe siècle est celui des conflits idéologiques en premier lieu celui du socialisme et du capitalisme qui divise la planète tout entière à travers le phénomène de la Guerre froide et la lutte pour le leadership mondial entre les États-Unis et l'URSS. Durant les années 1930, les Français Jacques Ellul et Bernard Charbonneau considèrent que ces idéologies ont en commun une autre idéologie, qui n'est pas directement ressentie comme telle : le productivisme. En 1962, dans son livre Propagandes[6], Ellul affirme qu'à la « propagande politique » s'ajoute une autre forme de propagande, la « propagande sociologique » dans laquelle les médias jouent un rôle essentiel. Durant l'après-guerre, la télévision se répand à travers le monde.
- Le début du XXIe siècle voit l'émergence du concept d'ère post-vérité, notamment à partir de 2016, date du référendum conduisant à la sortie du Royaume-Uni de l'Union européenne et de l'élection du milliardaire Donald Trump à la Présidence des États-Unis. Une majorité de commentateurs notent une dérive populiste et une propension des leaders à énoncer quantités de contre-vérités[7] et la rédactrice en chef du Guardian voit dans ce virage une conséquence de la « révolution numérique » : « À l’heure du numérique, il n’a jamais été aussi facile de publier des informations mensongères qui sont immédiatement reprises et passent pour des vérités. (…) Au lieu de renforcer les liens sociaux, d’informer ou de cultiver l’idée qu’informer est un devoir civique et une nécessité démocratique, ce système crée des communautés clivées qui diffusent en un clic des mensonges les confortant dans leurs opinions et creusant le fossé avec ceux qui ne les partagent pas »[8].

## Définition sommaire
Compte tenu de ce qui a été dit précédemment, l'expression « politique spectacle » peut être définie comme « l'ensemble des différentes façons dont la politique "se donne à voir" (ou "est donnée à voir" par les médias) depuis l'avènement de la télévision ».
De fait, ce medium rassemble à lui seul quatre caractéristiques de la propagande que l'on trouvait jusqu'alors séparément dans différents médias :
- rhétorique du discours ;
- mise en scène visuelle ;
- mise en scène sonore ;
- accès « direct » et « en direct » au domicile du « propagandé »[9].

## Plasticité du concept
Il est toutefois impossible de définir plus précisément la « politique spectacle ». Car même lorsqu'on traite le phénomène depuis seulement l'après-guerre, l'expression prend des significations extrêmement diverses au fil des sept dernières décennies (voir infra : Histoire).
Les principaux facteurs qui lui confèrent sa plasticité sont :
- l'évolution de la vie politique internationale :
  - la fin de l'affrontement est-ouest et l'affaiblissement des discours idéologiques (mouvement de dépolitisation) ;
  - la généralisation du libéralisme et la montée en puissance des discours gestionnaires, tous axés sur la croissance économique ;
  - le développement de la technocratie, qui conduit les politiques à dépendre de plus en plus des experts ;
- l'évolution de la télévision :
  - elle n'est plus le monopole du secteur public et s'ouvre au secteur privé ;
  - les chaînes, avec les satellites et le numérique, se multiplient et sont diffusées dans le monde entier ;
- le progrès technique :
  - les nouvelles technologies de l'information et internet relativisent l'influence de la télévision ;
  - la « révolution numérique », d'une manière générale, bouleverse les cadres sociétaux traditionnels ;
- la multiplication des leaders d'opinion :
  - la presse en ligne vient concurrencer la presse traditionnelle ;
  - aux journalistes professionnels s'ajoutent les blogueurs, dont certains bénéficient d'une forte audience ;
  - un nouveau type de presse écrite émerge, la presse people, qui contribue à rabaisser la valeur de la politique ;
- l'évolution de l'image des hommes politiques dans les médias :
  - leurs apparitions chroniques dans des émissions de variété ;
  - leur usage croissant de la langue de bois ;
  - les révélations de la compromission de certains d'entre eux dans des faits divers scabreux, leur retirant d'autant plus d'autorité qu'ils sont fortement médiatisés (affaire Lewinsky, affaire DSK…) ;
- l'évolution du comportement d'une majorité d'individus
  - montée en puissance de l'individualisme et de la « culture du narcissisme » ;
  - généralisation d'une conception du monde marquée par le matérialisme et l'hédonisme et dont l'achat compulsif tient lieu de figure caricaturale.

Tous ces phénomènes font l'objet de débats entre intellectuels, qui s'efforcent d'indiquer lesquels - selon eux - déterminent les autres. Ils sont abordés plus loin (voir infra : Théories explicatives).

## Histoire
Le concept de « politique spectacle » est intrinsèquement lié au développement des mass media durant la seconde moitié du XXe siècle et plus généralement celui des nouvelles technologies de communication (et du progrès technique dans son ensemble) par le fait qu'elles atténuent les frontières traditionnelles entre sphère privée et sphère publique.

### Années 1950

#### Les faits
En 1953, à Londres, le couronnement d'Élisabeth II est suivi en direct par 20 millions de personnes rien que dans le Royaume-Uni. Cette audience marque la naissance de la rencontre massive d'un public avec la politique par le biais de la télévision.
En 1954, en France, un présentateur fait son apparition dans le journal télévisé (existant depuis 1949) : le Journal de 20 heures fait son entrée dans le paysage médiatique, inscrivant l'actualité politique mondiale dans la vie des foyers comme un rituel, au point que l'on parlera plus tard de « grand' messe ».
En 1958, l'émission Cinq colonnes à la une constitue le tout premier magazine d'informations télévisé en France. Il sera diffusé une fois par mois jusqu'en 1968.
La même année, alors qu'il vient tout juste d'accéder à la présidence de la République, le général de Gaulle est le premier chef d'État à faire de la télévision (qui relève alors entièrement du service public) un outil de propagande. Sa conférence de presse est retransmise en direct du palais de l'Élysée, alors qu'il est entouré de ses ministres, fait face à un parterre de journalistes et s'exprime dans un style solennel. Ce nouveau mode de communication s'apparente à l'« exercice théâtral ».

#### Les analyses
En 1954, reprenant la thèse de Karl Marx sur le rapport infrastructures / superstructures, le sociologue français Jacques Ellul affirme que ce ne sont plus les idées (religieuses, politiques…) qui façonnent nos sociétés mais l'appareil de production, plus précisément l'arsenal technicien qui en constitue les rouages et au sein duquel les mass media jouent un rôle essentiel puisqu'ils façonnent littéralement la vie politique :

« Sitôt que des moyens techniques entrent dans le monde politique, alors il est évident qu'ils ne doivent pas servir à informer mais à convaincre. Il n'y a pas d'information purement objective. »

En 1956, dans Modern Public Opinion, l'Américain J. William Albig écrit :

« Le public ne voit pas le gouvernement responsable en action mais un spectacle politique de vedettes humanisées qui jouent un rôle. »

### Années 1960

#### Les faits
En 1960, alors que l'on dénombre plus de 30 millions de récepteurs (contre 4 millions dix ans plus tôt), la télévision joue un rôle majeur dans la campagne électorale pour la présidence des États-Unis. Le face-à-face télévisé opposant en direct les candidats John Kennedy et Richard Nixon constitue un exercice de « spectacle » politique : l'affrontement de deux personnalités. Jean-Noël Jeanneney note :

« Nixon était mal maquillé, on voyait ressortir sa barbe qui lui donnait un air patibulaire en face d'un Kennedy frais et rose (même en noir et blanc. Quand on regarde les images, ce sentiment d'inégalité demeure intact. Pourtant, des études ultérieures sur l'évolution de l'opinion montrent que c'est après coup que Kennedy a creusé son avantage et que le débat, s'il a pu compter, n'a pas eu une influence décisive. »

En 1967, Ronald Reagan, ancien acteur hollywoodien de série B, devient gouverneur de Californie. Son élection officialise le « mélange des genres », la politique et le spectacle.

#### Les analyses
En 1962, dans son livre Propagandes, Jacques Ellul traite l'ensemble des médias comme des outils de propagande. Se référant aux travaux du sociologue américain William Albig sur la notion d'opinion publique, il est le premier en France à assimiler l'exercice politique à un « spectacle ». Et il avance que la propagande ne se limite pas, comme auparavant, à une volonté de quelques-uns de manipuler beaucoup d'autres (« propagande politique »). Plus fondamentalement, elle est inconsciemment vécue par un nombre croissant d'individus comme une nécessité, un besoin d'« être propagandé ».
En 1965, dans L'Illusion politique, sans remettre en cause l'intégrité de la classe dirigeante, il estime que les responsables politiques disposent d'une marge de manœuvre de plus en plus réduite du fait que les « impératifs économiques » conditionnent leurs décisions, lesquelles sont prises non par eux mais par des « technocrates » (ou « experts »), ce qui les contraint à développer des stratégies de communication visant à se donner une contenance et montrer à leur électorat qu'ils disposent d'un réel pouvoir décisionnaire (voir infra : L'Illusion politique). Les mass media ramènent l'ensemble du réel à un « univers fictif » :

« Dans le domaine politique, les véritables choix dépendent des techniciens. (…) Le politique ne conserve plus guère que l'illusion des choix. (…) Les médias atteignent l'individu dans la masse, entraînant chez lui une extraordinaire confusion du personnel et du collectif. »

En 1967, Guy Debord considère que le développement des médias provoque une confusion générale entre les faits et leurs représentations médiatisées (voir infra : La Société du spectacle).
La même année, le Canadien Marshall McLuhan publie à Londres The Medium Is the Massage. Il y défend l'idée que les médias les plus répandus de l'époque actuelle influeront sur la manière dont les humains pensent, agissent et perçoivent le monde qui les entoure (voir infra : « Le message, c'est le medium »).

### Années 1970

#### Les faits
L'imbrication du personnel et du collectif dans le domaine de la communication politique s'accentue en France sous la présidence de Valéry Giscard d'Estaing (1974-1981). À la différence de ses prédécesseurs, qui adoptaient une posture surplombante et solennelle, le président joue la carte de la proximité avec le téléspectateur. Les images les plus connues de cette théâtralisation sont le message de vœux pour l'année 1976, où le président apparaît assis près d'un feu de bois, son épouse se tenant à ses côtés et surtout la « scène d'au revoir aux Français », le 19 mai 1981, à la suite de sa défaite électorale face à François Mitterrand.

#### Les analyses
En 1977, Roger-Gérard Schwartzenberg dénonce dans un livre, la personnalisation du pouvoir et le statut de l’homme politique devenu vedette du fait des médias. Il est peu après l'invité de Bernard Pivot dans son émission Apostrophes intitulée « la politique est-elle devenue un spectacle ? ».
En 1979, dans l'un de ses livres, l'essayiste Régis Debray crée le néologisme « médiologie » pour désigner une branche de la sociologie étudiant les interférences entre la vie politique et le fonctionnement des médias, en premier lieu la télévision.

### Années 1980

#### Les faits
En 1980, Ronald Reagan, ancien acteur de cinéma et ex-gouverneur de Californie, est élu président des États-Unis. Il est réélu en 1984. Ses deux mandats correspondront aux avancées de l'idéologie libérale, dont les figures du self-made man et de l'homme providentiel, fortement véhiculées par le cinéma hollywoodien, sont les emblèmes.
En France, la décennie est marquée par cinq faits, relativement liés :
- la communication politique n'est plus laissée à l'initiative des hommes politiques mais confiée à des professionnels : les conseillers en communication et publicitaires[24] ;
- le secteur public n'a plus le monopole de la télévision : création de Canal+ en 1984, La Cinq en 1986 et TV6 en 1987; privatisation de TF1 en 1987 ;
- sur les chaînes privées, les hommes politiques sont de plus en plus brocardés par les humoristes, jusqu'à être assimilés à des pantins (Le Bébête show sur TF1 de 1982 à 1995; Les Guignols de l'info sur Canal+ depuis 1988) ;
- ils apparaissent de plus en plus dans des émissions de divertissement ;
- le nombre de sondages d'opinion visant à mesurer leur cote de popularité est en augmentation constante tandis que les médias eux-mêmes sont soumis à des analyses d'audience (en France, naissance en 1985 de la société Médiamétrie).

En 1982 (et jusqu'en 1995), l'émission de télévision L'Heure de vérité devient la référence en matière de valorisation de l'« homme politique ». Son titre, entretient la confusion entre « réalité » et « vérité » tandis que la mise en scène est étudiée dans les moindres détails. Les premières images montrent l'invité se préparant dans les coulisses puis arrivant sur le plateau, tel un taureau entre dans l'arène. Le générique d'un film de James Bond, qui sert de fond sonore, sert à le présenter comme « homme d'action » tandis que, sur le plateau l'attendent trois « stars » du journalisme, devant un parterre de spectateurs. Ce cérémonial « starise » l'invité mais en même temps, les questions des journalistes, faussement irrévérencieuses, tendent à le présenter comme « un homme comme tout le monde. » La mise en scène se met elle-même au service de cette idée de proximité avec monsieur Tout-le-monde : la caméra s'attarde parfois sur les spectateurs, jusqu'à filmer en gros plans des visages anonymes. Lors de l'émission, le présentateur fait régulièrement mention des sondages de popularité de son invité. Les producteurs, de leur côté, suivent la popularité de l'émission elle-même grâce aux techniques de l'audimat,.

#### Les analyses
En 1988, dans leur livre La Fabrication du consentement, Edward Herman et Noam Chomsky affirment que les médias, ne constituent pas un « quatrième pouvoir », indépendant des autres (religieux, politique et économique), comme il est d'usage de le dire, mais s'adonnent à un traitement biaisé de l'information, entièrement au service des élites politiques et économiques. Ce que l'on considère habituellement comme de l'information relève selon eux d'un nouveau modèle de propagande : la désinformation pure et simple.

### Années 1990

#### Les faits
En juillet 1992, depuis la maternité de l'hôpital militaire Bégin de Saint-Mandé, Ségolène Royal, alors ministre de l'Environnement et compagne de François Hollande, présente son bébé lors d'une interview accordée au magazine Paris Match, le lendemain de l'accouchement, déclarant qu'il est difficile de « concilier la vie familiale et professionnelle ». L'article est co-signé par une journaliste qui deviendra quinze ans plus tard la maîtresse de François Hollande : Valérie Trierweiler.
En novembre 1994, l'existence de la fille adultérine du président de la République française, François Mitterrand, est divulguée dans Paris Match, alors que celle-ci a vingt ans (alors qu'elle était connue par certains journalistes dès les années 1980).
Les magazines de la presse people sont les premiers bénéficiaires de ce genre de révélations car elles font grimper leurs chiffres de vente. L'expression « politique spectacle » entre alors dans le langage courant.
Mais les politiques ne sont nullement les seuls à « se donner en spectacle » : la décennie est marquée par le brouillage des frontières entre vie privée et vie publique à la télévision. En France, l'émission Perdu de vue met en scène une équipe d'investigateurs recherchant des personnes disparues et Témoin n°1 se donne pour objectif de réconcilier des couples. En 1999, aux Pays-Bas, la téléréalité fait son entrée dans le paysage audiovisuel avec l'émission Big Brother : douze personnes sont enfermées pendant plusieurs semaines dans un appartement, sous la surveillance continue d'un système vidéo. Le voyeurisme assure son succès.

#### Les analyses
En Régis Debray publie les Cours de médiologie générale, la médiologie étant comprise comme l'analyse l'impact des médias sur les comportements, en particulier dans la sphère politique. En 1996, il fonde les Cahiers de médiologie.

### Années 2000

#### Les faits
L'émergence des nouvelles technologies de l'information et de la communication (NTIC) suscite une appropriation des moyens de communication par les individus. Les modalités du débat démocratique s'en trouvent profondément modifiées. Les processus de décision politique sont de plus en plus influencés par les « leaders d’opinion » (ONG, lobbies, think tanks, experts, journalistes…). Il devient impossible pour les hommes politiques de maîtriser l'ensemble des flux de communication s'exprimant sur la toile (blogs et réseaux sociaux), d'autant que ceux-ci prennent de plus en plus d'ascendant sur la presse institutionnelle. Aux États-Unis, deux néologismes apparaissent pour désigner cette mutation : "ère post-vérité" et "ère post-factuelle".
Pour compenser la réduction de leurs compétences, les hommes politiques sont de plus en plus contraints de s'en remettre à leurs conseillers en communication. Aux États-Unis, le mariage de la politique et du spectacle, initié dans les années 1970 et 1980 par Ronald Reagan, est consommé : en 2003, le culturiste et acteur de cinéma à sensation Arnold Schwarzenegger est élu gouverneur de Californie, poste qu'occupait Reagan trente ans plus tôt. À l'inverse, en 2007, l'acteur et réalisateur franco-danois Niels Arestrup se livre, dans le film Le Candidat, à une critique sévère de la « politique spectacle ».

#### Les analyses
En 2004, Frédéric Treffel interprète le phénomène comme une évacuation du sens mais spécule quant à la question de savoir par quelle voie l'on pourrait sortir de cette impasse :

« La vie politique en France est marquée par une forme de désarroi. Le vide religieux, idéologique, politique, conjugué aux progrès des sciences et des techniques provoque une forme de "désenchantement de la politique". Nous sommes entrés dans l'ère de la politique comme une technique, au détriment d'une réflexion sur le sens. Si l'on veut redonner du sens à une politique désenchantée, c'est avec l'existence dans sa subjectivité, son affectivité, son intériorité qu'il convient de renouer. »

En 2008, François-Bernard Huyghe considère qu'à la conception ancienne et verticale du pouvoir en démocratie, fondée sur l’autorité de l’État, légitimé ou sanctionné périodiquement par le vote des citoyens, se substitue un modèle démocratique où l’opinion s’exprime en permanence et pèse sur les décisions politiques. Huyghe définit cette évolution comme « le passage de l’ère de la propagande à celle de l’influence ».
- L'avis des politiques

Invité en 2006 à l'émission Arrêt sur images (intitulée Politique spectacle : le ras-le-bol ?), le député Arnaud Montebourg, habitué des émissions de divertissement, est interrogé sur son récent passage sur l'une d'elles (Vendredi pétantes, de Stéphane Bern sur Canal+). On l'y voit devant un parterre des spectateurs, allongé sur un divan (parodie de la psychanalyse), répondant à plusieurs questions insignifiantes posées par une humoriste tandis que, dans son dos, un mime effectue des gestes grotesques. À Daniel Schneidermann, il exprime d'abord sa lassitude et son dégoût vis-à-vis de ce genre d'émissions (« on nous invite pour nous humilier ») et indique qu'il ne s'y produira plus. Quand le journaliste lui demande ce qui, jusqu'à présent, l'a conduit à accepter de s'y présenter, il répond : « on y va car il n'y a plus d'émissions politiques de qualité or, dans ces émissions, on trouve quand même des chroniqueurs politiques de qualité. (…) Il n'y a plus non plus d'émissions littéraires ; alors, quand on écrit un livre, ces émissions sont un bon moyen de le faire savoir ».

### Années 2010

#### Les faits
En 2010, c'est auprès d'un magazine de presse people, Gala, que François Hollande, alors député de la première circonscription de la Corrèze, officialise sa liaison avec Valérie Trierweiler, journaliste à Paris Match. Et c'est un autre magazine de presse people, Closer, qui, quatre ans plus tard, alors qu'il est devenu entretemps président de la République, révèle sa liaison avec une jeune actrice, Julie Gayet, ce qui le contraint à se séparer de sa compagne. À la différence de Julie Gayet, il ne porte pas plainte pour atteinte à la vie privée.
Plusieurs hebdomadaires (Marianne, L'Express, Le Point…) s'adonnent au lynchage médiatique (parfois qualifié par l'anglicisme bashing), posture qui consiste à critiquer des personnalités sans ménagement, à la limite de l'insulte :
- en 2010, Marianne titre « Le voyou de la République » à propos du président Sarkozy, ce qui suscite l'indignation de son camp politique[36].
- en 2013, L'Express qualifie le président Hollande de « Monsieur faible », ce qui conduit Bastien Hugues, de France TV info à s'interroger sur le sens du « Hollande bashing »[37].
- la même année, Le Point est le magazine le plus populiste, titrant (également à propos du président Hollande) : « Pépère est-il à la hauteur ? » puis, l'année suivante, qualifiant le Premier ministre et le gouvernement de « sous-doués au pouvoir ».
- en 2015, afin d'éveiller les consciences sur l'importance de la lutte contre le réchauffement climatique, Barack Obama, président des États-Unis , participe à une émission de téléréalité[38].
- en 2016, Donald Trump, un ancien animateur d'une émission de téléréalité (The Apprentice, de 2004 à 2015) est élu président des États-Unis. A la différence de ses prédécesseurs, il ne se prive pas de critiquer sévèrement les médias, accusant un grand nombre d'entre eux de diffuser des fake news à son égard, et il utilise abondamment son compte Twitter pour communiquer[39],[40].
- Les formules « ère post-factuelle » et « ère post vérité » entrent dans le langage usuel, au point que, pour avoir été employée 2 000 % de plus que l’année précédente, la seconde est consacrée mot de l’année 2016 par le dictionnaire d’Oxford[41].

#### Les analyses
En octobre 2010, Michel Rocard, ancien Premier Ministre, affirme que les médias en général, la télévision en particulier, réduisent le discours politique à sa plus simple expression au nom du sensationnalisme et d'une approche exclusivement commerciale de l'information : « Les contraintes économiques de ce média qu'est la télévision - cet instrument devant lequel les Français campent en moyenne trois heures par jour, il faut le rappeler - sont telles que l'on ne peut pas y diffuser de l'explication, de l'analyse, de la statistique et du raisonnement à moyen ou long terme : considérant que c'est la condition absolue pour ne pas perdre d'audience, les professionnels de ce secteur ont choisi de privilégier le spectacle et l'affectif au détriment du fond ». L'année suivante, il signe la préface de l'édition française du livre de Neil Postman (qui fut critique et théoricien de la communication) Se distraire à en mourir, écrit en 1985 et dans lequel il accusait la télévision de formater la société et de décerveler les citoyens.
En novembre 2013, dans son blogue, La politique spectacle décryptée par un fils de pub, François Belley s'inquiète de ces dérives et dénonce « la responsabilité de la presse dans le rejet actuel du politique » :

« Rien d’étonnant que l’homme politique moderne, à l’appui des derniers sondages, soit perçu pour 70 % des Français comme un « corrompu », que « les Français éprouvent à son encontre avant tout du dégoût pour 36 % et de la méfiance pour 32 % d’entre eux » lorsque, en permanence, la presse participe au « spectacle » et à leur mise en scène « marchande » en faisant par exemple poser NKM enceinte avec en arrière-plan une harpe, Arnaud Montebourg en marinière ou dernièrement Ségolène Royal, « femme marque », en liberté guidant le peuple ; et lorsque, en permanence, la presse participe au populisme ambiant (syndrome du « tous pourris ») à l’aide de couvertures de presse ultra violentes, lesquelles – logique publicitaire oblige – n’abordent que très rarement l’action avec le recul pourtant nécessaire à ce type d’exercice. »

## Théories explicatives
Durant les années 1960 à 1980, avant même que l'expression « politique spectacle » n'entre dans le vocabulaire usuel, différents penseurs tentent d'interpréter le phénomène à la lumière de son contexte sociétal.
Citons en particulier les Français Jacques Ellul (1912-1994) et Guy Debord (1931-1994), le Canadien Marshall McLuhan (1911-1980) et les Américains Christopher Lasch (1932-1994) et Noam Chomsky (né en 1928).

### Le besoin d'être propagandé
En 1962, dans son ouvrage Propagandes, Ellul distingue la propagande politique, facilement repérable et analysable, de la propagande sociologique, qui opère au niveau de l'inconscient :

« Quand bien même il ne se l’avoue pas, l’homme moderne a besoin de propagande. Il se croit et se dit informé, il est en réalité bombardé d’informations au point qu'il ne peut non seulement se faire une idée précise des événements qui lui sont relatés mais percevoir dans quelle mesure ceux-ci le concernent. Et comme la plupart de ces informations sont de l’ordre de l’accident, de la catastrophe, du fait divers quelconque, l’homme à l’impression de vivre dans un monde toujours plus dangereux, toujours plus oppressant. Il a donc besoin d’explications globales, d’une cohérence, bref, de jugements de valeur constituant une vision générale des choses : c’est ce que lui fournit la propagande. »

Ellul considère que le fait de s'imaginer que plus on dispose d’informations, et plus on devient objectif et apte à se forger son propre jugement relève du pur préjugé. Au contraire : 

« Plus l'homme est informé, plus il est prêt pour la propagande et ce pour deux raisons : primo, parce que les problèmes de l’époque le dépassent, et qu’il faudrait – pour user correctement de ces masses d’information – consacrer du temps (plusieurs heures par jour) et beaucoup de travail pour les analyser, les digérer. Sans compter les vastes connaissances préalables indispensables en économie, politique, géographie, sociologie, histoire et autres. Et, bien entendu une capacité de synthèse et une mémoire hors pair. Secundo, parce que l’information qu’on nous délivre est instantanée, surabondante, omniprésente, et le plus généralement constituée de détails. Il est bien rare que l’informateur fournisse un contexte, une perspective historique, une interprétation. C’est justement ce que fera la propagande. »

Dans ce contexte, la « politique spectacle » répond à une attente générale que le politicien ne fait que satisfaire.

### L'Illusion politique
Trois ans plus tard, en 1965, Ellul publie L'Illusion politique. Il y affirme :

« L'homme occidental moderne est convaincu que tous les problèmes sont susceptibles d'une solution par la politique, laquelle devrait réorganiser la société pour qu'elle soit ce qu'elle devrait être. La politique permet de résoudre des problèmes administratifs, de gestion matérielle de la cité, d'organisation économique. Mais elle ne permet pas de répondre aux problèmes personnels, celui du bien et du mal, du vrai et du juste, du sens de sa vie, de la responsabilité devant la liberté… Cette conviction que les affrontements intérieurs de la personne comme la réalisation extérieure des valeurs sont affaire collective et trouveront leur solution dans l'aménagement politique n'est que la face mystifiante de la démission personnelle de chacun devant sa propre vie. C'est parce que je suis incapable de réaliser le bien dans ma vie que je le projette sur l'État qui doit le réaliser par procuration à ma place ; c'est parce que je suis incapable de discerner la vérité, que je réclame que l'administration la discerne pour moi. »

De même que, dans le passé, des dictateurs tels que Hitler, Staline ou Mao Zedong sont parvenus, à force de propagande, à se faire passer auprès de leurs peuples pour des sauveurs (führer, « petit père », « grand timonier »…), de même aujourd'hui un chef d'État ainsi que l'État lui-même (cf. la notion d'État-providence) se retrouvent fréquemment sur-investis, réceptacles de projections inconscientes. La politique jouant inconsciemment le rôle autrefois du mythe, on attend d'elle qu'elle se plie à un certain nombre de rituels et qu'elle prenne les apparences d'un spectacle.

### La Société du spectacle
En 1967, dans son ouvrage La Société du spectacle, l'essayiste Guy Debord considère que le productivisme caractérise fondamentalement la société occidentale : la production croissante de marchandises est devenue un but en soi. L'existence, dans sa totalité, est de plus en plus marchandisée (vécue comme une succession d'actes marchands) et médiatisée.

« 1 - Toute la vie des sociétés dans lesquelles règnent les conditions modernes de production s’annonce comme une immense accumulation de spectacles. Tout ce qui était directement vécu s’est éloigné dans une représentation. »

« 6 - le spectacle, compris dans sa totalité, est à la fois le résultat et le projet du mode de production existant. Il n’est pas un supplément du monde réel, sa décoration surajoutée. Il est le cœur de l’irréalisme de la société réelle. Sous toutes ses formes particulières, information ou propagande, publicité ou consommation directe de divertissements, le spectacle constitue le modèle présent de la vie socialement dominante. Il est l’affirmation omniprésente du choix déjà fait dans la production, et sa consommation corollaire. Forme et contenu du spectacle sont identiquement la justification totale des conditions et des fins du système existant. Le spectacle est aussi la présence permanente de cette justification, en tant qu’occupation de la part principale du temps vécu hors de la production moderne. »

« 30 – L’aliénation du spectateur au profit de l’objet contemplé (qui est le résultat de sa propre activité inconsciente) s’exprime ainsi : plus il contemple, moins il vit ; plus il accepte de se reconnaître dans les images dominantes du besoin, moins il comprend sa propre existence et son propre désir. L’extériorité du spectacle par rapport à l’homme agissant apparaît en ce que ses propres gestes ne sont plus à lui, mais à un autre qui les lui représente. C’est pourquoi le spectateur ne se sent chez lui nulle part, car le spectacle est partout. »

Sous cet angle, la « politique spectacle » vaut à la fois comme caricature d'une société qui, tout entière, « se donne en spectacle » et comme compensation à l'impuissance de la classe politique à maîtriser l'appareil productif et la finance.

### «Le message, c'est le medium»
Durant les années 1960, une formule fait son apparition dans les magazines, qui prend peu à peu valeur de label : « vu à la TV ». Le fait qu'il soit fait mention d'un événement – quel qu'il soit – à la télévision confère à celui-ci une importance qu'il n'aurait pas eue sans cela. Marshall McLuhan traite de ce phénomène dans ses ouvrages et le résume dans une petite phrase devenue depuis célèbre : « le message, c'est le medium ». Le canal de communication utilisé pour faire passer un message conditionne, façonne ce message au point de prendre plus d'importance que lui chez le récepteur. Ce n'est finalement pas tant le contenu de ce message qui le touche que son support, ceci pour la raison que ce récepteur est devenu fondamentalement consommateur de média.
(paragraphe en cours de développement)

### La Culture du narcissisme
En 1979, paraît aux États-Unis Culture of Narcissism: American Life in An Age of Diminishing Expectations, un ouvrage de l'historien américain Christopher Lasch (traduit en français deux ans plus tard sous le titre La Culture du narcissisme : la vie américaine à un âge de déclin des espérances). L'ouvrage explore les racines et les ramifications d'une normalisation de la pathologie narcissique dans la culture américaine du XXe siècle se basant sur des analyses à la fois psychologiques, culturelles, artistiques et historiques.
(paragraphe en cours de reformulation et de développement)

### La Fabrication du consentement
En 1988, dans leur livre La Fabrication du consentement, Edward Herman et Noam Chomsky affirment que les médias, ne constituent pas un « quatrième pouvoir », indépendant des autres (religieux, politique et économique), comme il est d'usage de le dire, mais s'adonnent à un traitement biaisé de l'information, entièrement au service des élites politiques et économiques. Ce que l'on considère habituellement comme de l'information relève selon eux d'un nouveau modèle de propagande : la désinformation pure et simple.
(paragraphe en cours de reformulation et de développement)